# Pomponio de Magistris

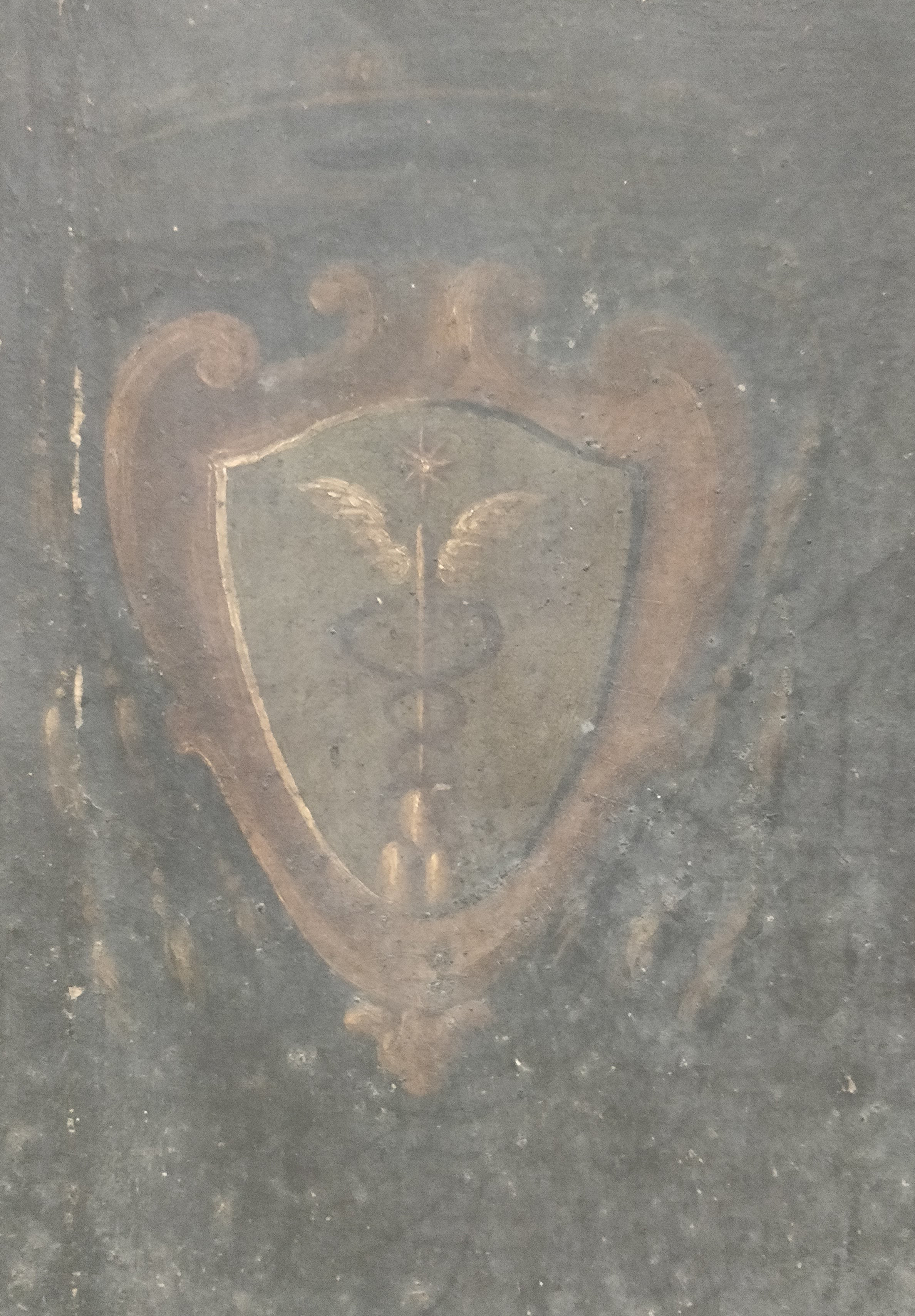
Stemma del vescovo Pomponio De Magistris

Pomponio de Magistris (Sonnino, 1566 – 1614) è stato un vescovo cattolico italiano.

## Biografia
Intrapresa la carriera ecclesiastica, si distinse all'interno della Curia romana ricoprendo diversi ruoli, divenendo cubiculario di papa Clemente VIII.
Prestò servizio presso la famiglia di papa Sisto V, e proprio per questo ricevette diverse somme in denaro dal testamento di Camilla Peretti, sorella del papa, di cui era «suo maggiordomo, segretario ed agente».
Fu nominato vescovo di Terracina, Sezze e Priverno da papa Paolo V nell'anno 1608, carica che mantenne fino alla sua morte avvenuta nel 1614. In questi anni, fece ristrutturare ed arricchire la chiesa di San Giovanni a Sonnino, da lui stesso elevata a collegiata; a Terracina fece erigere la chiesa di Santa Domitilla Vergine e Martire sul luogo del martirio.

## Genealogia episcopale
La genealogia episcopale è:
- Cardinale Mariano Pierbenedetti
- Cardinale Felice Peretti Montalto (Papa Sisto V)
- Vescovo Antonio Lauro
- Vescovo Pomponio de Magistris

## Nella cultura di massa
Il compositore Luca Marenzio gli dedicò il suo Villanelle, Libro 5, pubblicato nel 1587.